# Strumień
Strumień este un oraș în voievodatul Silezia, în Polonia.